# 亞特蘭提斯混沌
30°S 173°W / 30°S 173°W

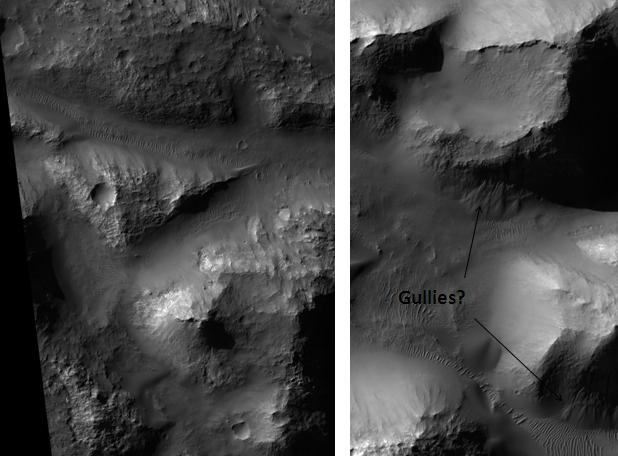
火星偵察軌道器的HiRISE拍攝的亞特蘭提斯混沌。點選影像可見到覆蓋的地層和可能的溝壑。這兩幅影像是從原始影像不同部分選取的，兩者的比例尺不同。

亞特蘭提斯混沌（Atlantis Chaos）是位於火星法厄同區的一個混沌地形。該區域的中心座標大約是34.7°S, 177.6°W。亞特蘭提斯混沌長約162公里，以位於30°S, 173°W的反照率特徵命名。